# Волтер Тевіс
Волтер Стоун Тевіс, або Волтер Стоун Тівіс (англ. Walter Tevis) — американський письменник, відомий своїми фантастичними та реалістичними творами. Три з його шести романів екранізовано: «Більярдист», «Колір грошей» та «Людина, яка впала на Землю». 2020 року на основі його однойменного роману вийшов мінісеріал «Ферзевий гамбіт».

## Біографія
Народився 1928 року в Сан-Франциско, Каліфорнія, у сім'ї Анни Елізабет (Бетті; до шлюбу Бекон) та Волтера Стоуна Тевіса, оцінювальника. Своє дитинство провів у районі Сансет, живучи навпроти Золотої Брами. 1925 року в нього народилася сестра Бетті.
Коли в нього розвинулась гостра ревматична гарячка, батьки помістили його в Медичний центр Стенфордського університету, де йому протягом року давали великі дози фенобарбіталу. У цей час сім'я повернулася до Кентуккі, де отримала земельний грант в окрузі Медісон. Волтер сам в одинадцятирічному віці подорожував країною на потязі, повертаючись до своєї родини в Кентуккі. У шкільні роки подружився з Тобі Кавано, в особняку якого навчився грати у більярд. Також у його бібліотеці вперше почав читати науково-фантастичні твори. Вони залишились друзями на все життя, а Кавано згодом став власником більярдної в Лекінтоні, яка мала вплив на твори Тревіса.
Під кінець Другої світової війни, на свій сімнадцятий день народження, записався на службу у Військово-морські сили США. Служив корабельним теслею на борту ескадреного міноносця «USS Paul Hamilton» у Тихому океані.
Після війни навчався в Університеті Кентуккі, де здобув ступінь ліценціата (1949) і магістра (1954) з англійської літератури. Згодом брав участь у заняттях айовського письменницького воркшопу від Університету Айови, де здобув ступінь M.F.A. з творчого письма в 1960 році.
Здобувши освіту, викладав різні предмети (англійську мову, фізичне виховання) в маленьких містечках у штаті Кентуккі. Тоді ж почав писати оповідання, які публікувалися на сторінках журналів «The Saturday Evening Post», «Esquire», «Redbook», «Cosmopolitan» та «Playboy». 1955 року вийшов його дебютний роман «Більярдист», а 1957 року вийшло його дебютне науково-фантастичне оповідання «The Ifth Of Oofth», опубліковане на сторінках журналу «Гелексі сайнс фікшн».
Також викладав в Університеті Північного Кентуккі, Університеті Кентуккі та в Університеті Південного Коннектикуту. У 1965–1978 року викладав англійську літературу та креативне письмо в Університеті Огайо. Тевіс був членом організації «Гільдії авторів». У січні 2018 року ім'я Волтера Тевіса внесено до Зали слави письменників Кентуккі.

## Особисте життя
1952 року одружився з Джеймі Ґріґґс, з якою розлучився після 28 років спільного життя. Мали двох дітей, сина Вільяма Томаса та дочку Джулі Енн. У 1983 році одружився з Елеанор Тевіс.
Приятелював з Деніелом Кізом.
Зловживав алкоголем, палінням та азартними іграми. Помер від раку легенів.
2003 року Джеймі Ґріґґс Тевіс опублікувала автобіографію «Моє життя з більярдистом» (англ. My Life with the Hustler).

## Переклади українською
- Волтер Тевіс. Хід королеви / переклад з англійської: Елла Євтушенко. — Харків: КСД, 2021. — 352 с. — ISBN 9978-617-12-8651-1.